# Il ritorno d'Ulisse in patria

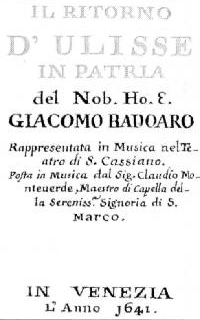
Livreto da ópera Il ritorno d'Ulisse in patria

Il ritorno d'Ulisse in patria (SV 325, "O retorno de Ulisses à pátria") é uma ópera (dramma per musica, na época) em um prólogo e cinco atos do compositor italiano Claudio Monteverdi, com libreto de Giacomo Badoaro, baseado da parte final da Odisseia, de Homero. Foi executada pela primeira vez no Teatro di SS. Giovanni e Paolo, de Veneza, em fevereiro de 1640.

## História
Esta foi a primeira ópera de Monteverdi para Veneza; a ópera fez muito sucesso na cidade, onde teve dez performances. De lá foi levada para o Teatro Guastavillani, em Bolonha, onde os cantores fora, - como provavelmente em Veneza - Giulia Paolelli, como Penelope, Maddalena Manelli, como Minerva, e Francesco Manelli, como Ulysses. A autoria da obra chegou a ser questionada seriamente, porém ainda se acredita que Monteverdi foi o seu autor. Os libretos existentes diferem significativamente da partitura; porém sabe-se que Monteverdi alterava frequentemente os textos que musicava.
A obra voltou ao repertório em 1641, em Veneza, e, posteriormente, em 1925, em Paris, por obra do compositor francês Vincent d'Indy. Diversos compositores do século XX editaram (ou "traduziram") a obra para as exibições atuais, incluindo Luigi Dallapiccola e Hans Werner Henze, e a obra finalmente se tornou consagrada no repertório operístico em 1971, com performances em Viena e Glyndebourne, e uma edição de Nikolaus Harnoncourt, juntamente com gravações.

## Papéis
| Papel                                   | Tipo de voz           | Elenco da estreia, fevereiro de 1640 (Maestro: - ) |
| Deuses                                  | Deuses                | Deuses                                             |
| --------------------------------------- | --------------------- | -------------------------------------------------- |
| Giove                                   | tenor                 |                                                    |
| Nettuno                                 | baixo                 |                                                    |
| Minerva                                 | soprano               |                                                    |
| Giunone                                 | soprano               |                                                    |
| Espíritos celestiais (coro de mulheres) |                       |                                                    |
| Mortais                                 |                       |                                                    |
| Ulisse                                  | barítono              |                                                    |
| Penélope, sua esposa                    | contralto             |                                                    |
| Telemaco, seu filho                     | tenor                 |                                                    |
| Melanto, criada de Penelope             | mezzo-soprano         |                                                    |
| Eumete, um pastor                       | tenor                 |                                                    |
| Eurimaco, amante de Melanto             | tenor                 |                                                    |
| Ericlea, ama-seca de Ulisse             | contralto             |                                                    |
| Pretendentes de Penelope                |                       |                                                    |
| Pisandro                                | tenor                 |                                                    |
| Anfinomo                                | tenor ou contratenor  |                                                    |
| Antinoo                                 | baixo                 |                                                    |
| Iro, criado dos pretendentes            | tenor                 |                                                    |
| Marinheiros, fenícios (coro de homens)  |                       |                                                    |
| No prólogo                              |                       |                                                    |
| Fragilidade humana                      | tenor or countertenor |                                                    |
| Tempo                                   | bass                  |                                                    |
| Fortuna                                 | soprano               |                                                    |
| Amore                                   | soprano               |                                                    |